# 施泰利山
46°02′11″N 08°00′8″E / 46.03639°N 8.00222°E

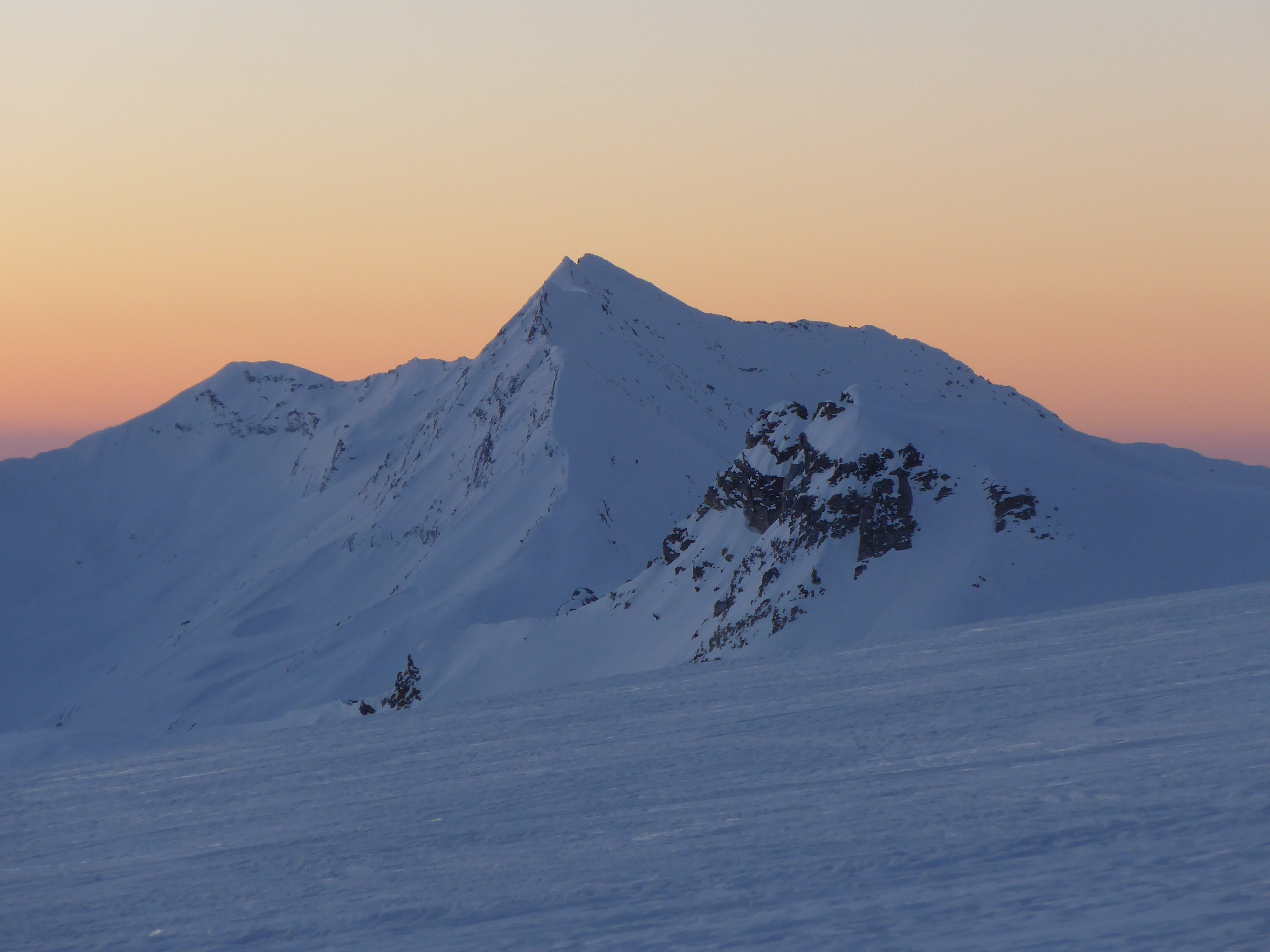

施泰利山（Stellihorn），是瑞士的山峰，位於該國西南部，由瓦萊州負責管轄，屬於本寧阿爾卑斯山脈的一部分，處於薩斯阿爾馬格爾以南，海拔高度3,436米。